# خاومی دومنش
خاومی دومنش (انگلیسی: Jaume Doménech؛ زادهٔ ۵ نوامبر ۱۹۹۰) بازیکن فوتبال اهل اسپانیا است.
از باشگاه‌هایی که در آن بازی کرده‌است می‌توان به باشگاه فوتبال والنسیا و باشگاه فوتبال ویارئال اشاره کرد.